# Palythoa haddoni
Palythoa haddoni is een Zoanthideasoort uit de familie van de Sphenopidae. De wetenschappelijke naam van de soort is voor het eerst geldig gepubliceerd in 1937 door Carlgren.